# Anthony Odunsi
Anthony Abayomi Odunsi (Houston, 17 luglio 1992) è un ex cestista statunitense con cittadinanza nigeriana.

## Carriera
Con la Nigeria ha disputato i Campionati africani del 2017.